# کارخانه شیمیایی

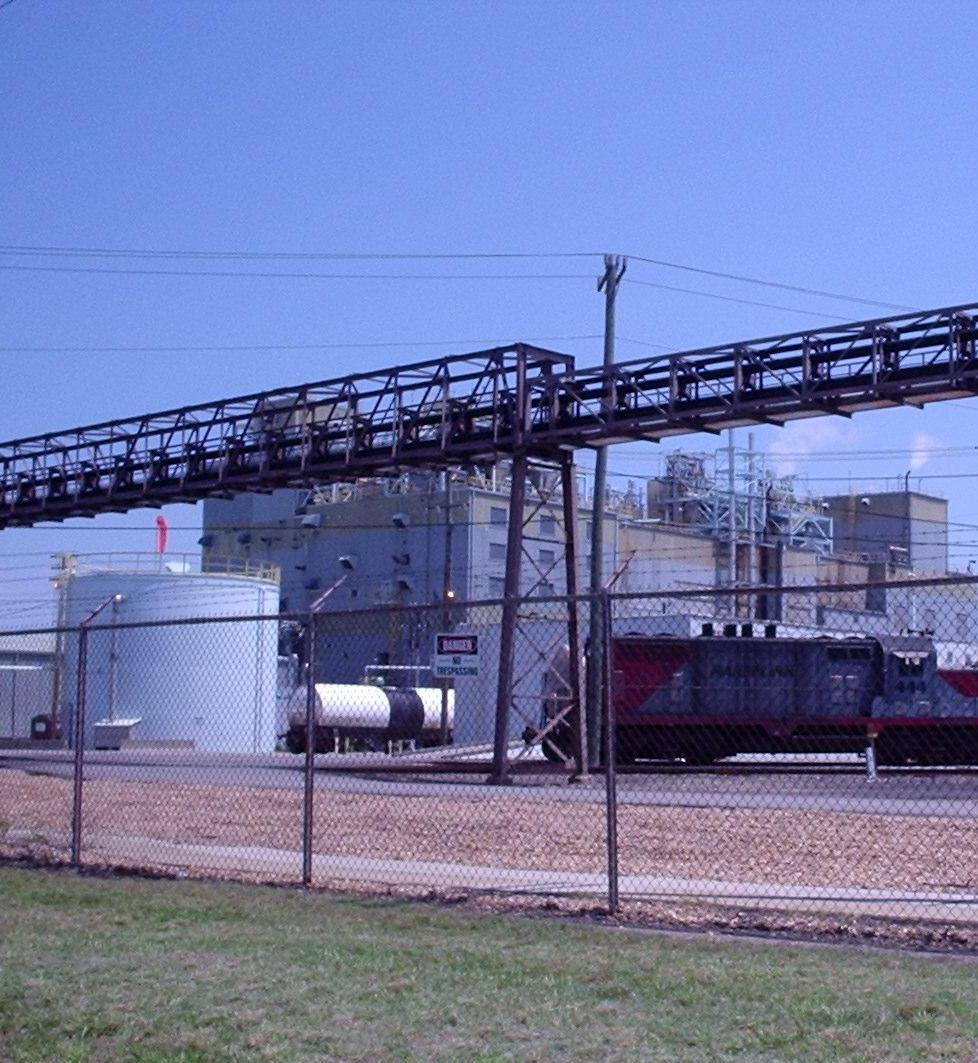
کارخانه شرکت شیمیایی ب‌آاس‌اف در پورثموث، ویرجینیا

کارخانه شیمیایی، یک یا مجموعه‌ای از واحدهای صنعتی است که وظیفه آن‌ها تولید مواد شیمیایی مفید از فرآوری یا واکنش شیمیایی مواداولیه خام می‌باشد.
پالایشگاه‌های نفت، پالایشگاه‌های گاز طبیعی، کارخانجات پتروشیمی، کارخانجات پایین‌دستی (کارخانجات مصرف‌کننده محصولات پتروشیمیایی، موادشیمیایی آلی و مواد معدنی) و کارخانجات داروسازی نمونه‌هایی از کارخانه‌های شیمیایی هستند.